# Pinocchio: A True Story
Pour plus de détails, voir Fiche technique et Distribution.
Pinocchio: A True Story (Пиноккио: Правдивая история, Pinokkio. Pravdivaya istoriya) est un film fantastique d'animation par ordinateur russe de 2021, réalisé par Vasily Rovensky et produit par Licensing Brands avec le soutien du National Film Fund. Le film est basé sur le livre Les Aventures de Pinocchio de Carlo Collodi et son adaptation littéraire La Clé d'or, ou les Aventures de Pinocchio d'Alexeï Tolstoï.
La première en Russie a eu lieu le 17 février 2022. Une version alternative du doublage avec Pauly Shore, Tom Kenny et Jon Heder est sortie en DVD aux États-Unis par Lionsgate le 22 mars 2022.

## Synopsis
Maître Geppetto a créé une poupée en bois nommée Pinocchio qui peut parler et bouger comme un humain. Le jeune Pinocchio s'échappe de chez lui pour voir le monde et rejoint un cirque itinérant dirigé par l'insidieux homme d'affaires Modjafoko. Après avoir fait de la poupée parlante Pinocchio le point culminant du programme de cirque, il rassemble des salles pleines dans chaque ville et, à cette époque, ses assistants, le chat et le renard, nettoient les maisons des citadins. Mais Pinocchio n'en a aucune idée. Il tombe amoureux de la jeune acrobate Bella, la fille adoptive de Mojafoko. Mais Pinocchio n'a aucune chance d'obtenir la réciprocité, car il est une poupée, pas un homme. Le vieux clown Fantozzi conseille à Pinocchio d'aller voir la sorcière Lucilda, qui sait comment l'aider.

## Personnages
- Pinocchio le personnage principal du film. Une marionnette en bois parlante créée par le menuisier Geppetto. Elle s'enfuit de chez elle pour voir le monde de ses propres yeux, rejoignant finalement un cirque ambulant. Démontre bien les éléments acrobatiques sur Tybalt. Amoureux de l'acrobate Bella. Grâce à elle, Pinocchio rêve de devenir un vrai garçon.
- Tybalt est un cheval qui parle, un ami de Pinocchio. Fait avancer le scénario basé sur le film.
- Geppetto est le père de Pinocchio. Un charpentier qui, dans sa vieillesse, rêvait d'avoir des enfants. Son rêve devient réalité lorsque la fée Lucilda donne vie à Pinocchio en guise de remerciement pour que Geppetto ait réparé sa baguette.
- Bella est une belle fille aux cheveux bleus dont Pinocchio, la fille adoptive de Monjafoco, est amoureux. Travaille comme gymnaste aérien dans un cirque. Il chante bien. Vers la fin du film, il apprend qu'elle est adoptée, Monjafoko l'a achetée au marché noir. Peu de temps après, elle rencontre son vrai père et le serre dans ses bras. À la fin du film, on peut la voir avec Pinocchio voler sur un cerceau. Elle est surtout connue pour sa physique capillaire intéressante, qui se déplace dans certaines scènes comme si elle était sous l'eau.
- Monjafoco est le propriétaire d'un cirque ambulant et le père adoptif de Bella. Il dirige le cirque tandis que ses assistants, le chat et le renard, nettoient les maisons des citadins. Après avoir rencontré Pinocchio, Monjafoco l'invite au cirque, où il devient le clou du programme de cirque. Vers la fin du film, il dit à Bella qu'elle est adoptée.
- Le chat et le renard sont les assistants de Monjafoko dans une entreprise perfide. Les maisons des citadins sont dévastées pendant que Monjafoco se produit au cirque.
- Lucilda est une bonne fée. Donne vie à un Pinocchio en bois pour Geppetto en remerciement d'avoir réparé sa baguette.

## Mème Internet
Après sa publication, la bande-annonce du doublage en anglais est devenue un mème sur Internet. Plus précisément, l'une des premières répliques (Father, when can I leave to be on my own ? ; « Père, quand est-ce que je peux partir pour être seul ? ») est devenue une vidéo bien connue sur YouTube. Le nom du mème est devenu Yaasified Pinocchio, qui fait référence à Yaas, un argot populaire stéréotypé efféminé pour le mot « Oui », ou Fruity Pinocchio, où Fruity se réfère à un argot pour l'« homosexualité ».

## Accueil
Le film a reçu des critiques mitigées,. Sur le site web KinoPoisk, il est noté 6,8 sur 10[réf. nécessaire].